# Final de la Liga Europa Conferencia de la UEFA 2022-23
La Final de la Liga Europa Conferencia de la UEFA 2022-23, se disputó el día 7 de junio de 2023 en el Eden Arena de Praga, República Checa.
El campeón de esta temporada es el club inglés West Ham United, consiguiendo su primer título de la competición y su tercer título internacional luego de la Recopa de Europa 1964-65 y la Copa Intertoto 1999.

## Finalistas
En  negrita, las finales ganadas.
| Equipos         | Finales jugadas anteriormente | Finales jugadas anteriormente |
| --------------- | ----------------------------- | ----------------------------- |
| Fiorentina      | Ninguna                       |                               |
| West Ham United | Ninguna                       |                               |

## Sede de la Final
La UEFA lanzó un proceso de licitación para seleccionar las sedes de las finales de la UEFA Europa Conference League tanto para 2022 como para 2023. Las asociaciones interesadas en albergar una de las finales tuvieron hasta el 20 de febrero de 2020 para presentar sus propuestas. 
Inicialmente, se había programado que la decisión fuera tomada por el Comité Ejecutivo de la UEFA durante su reunión del 3 de diciembre de 2020. Sin embargo, la UEFA decidió posteriormente reabrir el proceso de licitación, habiendo nombrado solo al anfitrión de la final de 2022. Las asociaciones miembros tuvieron hasta el 30 de septiembre de 2021 para confirmar su intención de presentar una candidatura, mientras que las propuestas debían ser entregadas antes del 23 de febrero de 2022.
En esta ocasión, seis asociaciones mostraron interés en albergar la final. Entre ellas, la República Checa propuso el Fortuna Arena en Praga, con una capacidad de 20 800 espectadores, y que ha sido sede de la Supercopa de la UEFA 2013 y partidos del Campeonato Europeo Sub-21 de la UEFA 2015. Grecia presentó su Estadio Agia Sofía en Atenas, con capacidad para 32 000 espectadores, aunque aún se encontraba en construcción. Israel licitó con el Estadio Teddy Kollek en Jerusalén, que tiene una capacidad de 31 733 espectadores y que ya fue sede del Campeonato Europeo Sub-21 de la UEFA 2013. Irlanda del Norte propuso el Windsor Park en Belfast, con una capacidad de 18 614 personas, un estadio que ya había albergado la Supercopa de la UEFA 2021. Por último, Eslovaquia ofreció el Tehelné pole en Bratislava, con capacidad para 22 500 espectadores.

Finalmente, el Comité Ejecutivo de la UEFA eligió el Fortuna Arena como sede de la final durante su reunión en Viena, Austria, el 10 de mayo de 2022. Ya que UEFA prohíbe nombres comerciales en los estadios en sus competiciones, el estadio fue llamado Eden Arena durante la final.
| República Checa                    |            |            |            |
| Ciudad                             | Estadio    |            |            |
| Praga                              | Eden Arena | Eden Arena | Eden Arena |
|                                    |            |            |            |
| 19 370 espectadores                |            |            |            |
| Final Liga Europa Conferencia 2023 |            |            |            |

## Partidos de clasificación para la Final
| Grupo A             | Pts. | PJ | PG | PE | PP | GF | GC | Dif |
| ------------------- | ---- | -- | -- | -- | -- | -- | -- | --- |
| İstanbul Başakşehir | 13   | 6  | 4  | 1  | 1  | 14 | 3  | 11  |
| Fiorentina          | 13   | 6  | 4  | 1  | 1  | 14 | 6  | 8   |
| Heart of Midlothian | 6    | 6  | 2  | 0  | 4  | 6  | 16 | -10 |
| RFS                 | 2    | 6  | 0  | 2  | 4  | 2  | 11 | -9  |

| Grupo B         | Pts. | PJ | PG | PE | PP | GF | GC | Dif |
| --------------- | ---- | -- | -- | -- | -- | -- | -- | --- |
| West Ham United | 18   | 6  | 6  | 0  | 0  | 13 | 4  | 9   |
| Anderlecht      | 8    | 6  | 2  | 2  | 2  | 6  | 5  | 1   |
| Silkeborg       | 6    | 6  | 2  | 0  | 4  | 12 | 7  | 5   |
| FCSB            | 2    | 6  | 0  | 2  | 4  | 3  | 18 | -15 |

## Partido

### Ficha
| 1     | POR   | Pietro Terracciano  |       |
| 2     | DEF   | Dodô                |       |
| 4     | DEF   | Nikola Milenković   |       |
| 16    | DEF   | Luca Ranieri        | 84'   |
| 3     | DEF   | Cristiano Biraghi   |       |
| 5     | MED   | Giacomo Bonaventura |       |
| 34    | MED   | Sofyan Amrabat      |       |
| 38    | MED   | Rolando Mandragora  | 90+3' |
| 22    | DEL   | Nicolás González    |       |
| 7     | DEL   | Luka Jović          | 46'   |
| 99    | DEL   | Christian Kouamé    | 62'   |
| D. T. | D. T. | Vincenzo Italiano   |       |

| 13    | POR   | Alphonse Aréola  |       |
| 5     | DEF   | Vladimír Coufal  |       |
| 4     | DEF   | Kurt Zouma       | 61'   |
| 27    | DEF   | Nayef Aguerd     |       |
| 33    | DEF   | Emerson Palmieri |       |
| 28    | MED   | Tomáš Souček     |       |
| 41    | MED   | Declan Rice      |       |
| 20    | MED   | Jarrod Bowen     |       |
| 11    | MED   | Lucas Paquetá    |       |
| 22    | MED   | Saïd Benrahma    | 76'   |
| 9     | DEL   | Michail Antonio  | 90+4' |
| D. T. | D. T. | David Moyes      |       |

| 9  | DEL | Arthur Cabral     | 46'   |
| 8  | DEL | Riccardo Saponara | 62'   |
| 98 | DEF | Igor Julio        | 84'   |
| 72 | MED | Antonín Barák     | 90+3' |

| 24 | DEF | Thilo Kehrer   | 61'   |
| 8  | MED | Pablo Fornals  | 76'   |
| 21 | DEF | Angelo Ogbonna | 90+4' |

| 67' | Giacomo Bonaventura | 1:1 |

| 62' (pen.) · 90' | Saïd Benrahma Jarrod Bowen | 0:1 1:2 |

| 66' · 67' · 75' · 85' | Rolando Mandragora Alfred Duncan Nikola Milenković Sofyan Amrabat |

| 31' · 53' · 90+1' · 90+7' | Saïd Benrahma Nayef Aguerd Aaron Cresswell Jarrod Bowen |

| Principal  | Carlos del Cerro Grande |
| Asistentes | Pau Cebrián Devis       |
|            | Guadalupe Porras Ayuso  |
| Cuarto     | Jesús Gil Manzano       |

| VAR            | Juan Martínez Munuera         |
| Asistentes VAR | Alejandro Hernández Hernández |
|                | Tiago Martins                 |

|                    |     |     |
| Tiros              | 17  | 8   |
| Tiros a puerta     | 4   | 4   |
| Faltas             | 15  | 16  |
| Saques de esquina  | 3   | 4   |
| Fueras de juego    | 2   | 3   |
| Posesión del balón | 63% | 37% |

| Alineación inicial |

| 1     | POR   | Pietro Terracciano  |       |
| 2     | DEF   | Dodô                |       |
| 4     | DEF   | Nikola Milenković   |       |
| 16    | DEF   | Luca Ranieri        | 84'   |
| 3     | DEF   | Cristiano Biraghi   |       |
| 5     | MED   | Giacomo Bonaventura |       |
| 34    | MED   | Sofyan Amrabat      |       |
| 38    | MED   | Rolando Mandragora  | 90+3' |
| 22    | DEL   | Nicolás González    |       |
| 7     | DEL   | Luka Jović          | 46'   |
| 99    | DEL   | Christian Kouamé    | 62'   |
| D. T. | D. T. | Vincenzo Italiano   |       |

| 13    | POR   | Alphonse Aréola  |       |
| 5     | DEF   | Vladimír Coufal  |       |
| 4     | DEF   | Kurt Zouma       | 61'   |
| 27    | DEF   | Nayef Aguerd     |       |
| 33    | DEF   | Emerson Palmieri |       |
| 28    | MED   | Tomáš Souček     |       |
| 41    | MED   | Declan Rice      |       |
| 20    | MED   | Jarrod Bowen     |       |
| 11    | MED   | Lucas Paquetá    |       |
| 22    | MED   | Saïd Benrahma    | 76'   |
| 9     | DEL   | Michail Antonio  | 90+4' |
| D. T. | D. T. | David Moyes      |       |

| 9  | DEL | Arthur Cabral     | 46'   |
| 8  | DEL | Riccardo Saponara | 62'   |
| 98 | DEF | Igor Julio        | 84'   |
| 72 | MED | Antonín Barák     | 90+3' |

| 24 | DEF | Thilo Kehrer   | 61'   |
| 8  | MED | Pablo Fornals  | 76'   |
| 21 | DEF | Angelo Ogbonna | 90+4' |

| 67' | Giacomo Bonaventura | 1:1 |

| 62' (pen.) · 90' | Saïd Benrahma Jarrod Bowen | 0:1 1:2 |

| 66' · 67' · 75' · 85' | Rolando Mandragora Alfred Duncan Nikola Milenković Sofyan Amrabat |

| 31' · 53' · 90+1' · 90+7' | Saïd Benrahma Nayef Aguerd Aaron Cresswell Jarrod Bowen |

| Principal  | Carlos del Cerro Grande |
| Asistentes | Pau Cebrián Devis       |
|            | Guadalupe Porras Ayuso  |
| Cuarto     | Jesús Gil Manzano       |

| VAR            | Juan Martínez Munuera         |
| Asistentes VAR | Alejandro Hernández Hernández |
|                | Tiago Martins                 |

|                    |     |     |
| Tiros              | 17  | 8   |
| Tiros a puerta     | 4   | 4   |
| Faltas             | 15  | 16  |
| Saques de esquina  | 3   | 4   |
| Fueras de juego    | 2   | 3   |
| Posesión del balón | 63% | 37% |

| Alineación inicial |

| 1     | POR   | Pietro Terracciano  |       |
| 2     | DEF   | Dodô                |       |
| 4     | DEF   | Nikola Milenković   |       |
| 16    | DEF   | Luca Ranieri        | 84'   |
| 3     | DEF   | Cristiano Biraghi   |       |
| 5     | MED   | Giacomo Bonaventura |       |
| 34    | MED   | Sofyan Amrabat      |       |
| 38    | MED   | Rolando Mandragora  | 90+3' |
| 22    | DEL   | Nicolás González    |       |
| 7     | DEL   | Luka Jović          | 46'   |
| 99    | DEL   | Christian Kouamé    | 62'   |
| D. T. | D. T. | Vincenzo Italiano   |       |

| 13    | POR   | Alphonse Aréola  |       |
| 5     | DEF   | Vladimír Coufal  |       |
| 4     | DEF   | Kurt Zouma       | 61'   |
| 27    | DEF   | Nayef Aguerd     |       |
| 33    | DEF   | Emerson Palmieri |       |
| 28    | MED   | Tomáš Souček     |       |
| 41    | MED   | Declan Rice      |       |
| 20    | MED   | Jarrod Bowen     |       |
| 11    | MED   | Lucas Paquetá    |       |
| 22    | MED   | Saïd Benrahma    | 76'   |
| 9     | DEL   | Michail Antonio  | 90+4' |
| D. T. | D. T. | David Moyes      |       |

| 9  | DEL | Arthur Cabral     | 46'   |
| 8  | DEL | Riccardo Saponara | 62'   |
| 98 | DEF | Igor Julio        | 84'   |
| 72 | MED | Antonín Barák     | 90+3' |

| 24 | DEF | Thilo Kehrer   | 61'   |
| 8  | MED | Pablo Fornals  | 76'   |
| 21 | DEF | Angelo Ogbonna | 90+4' |

| 67' | Giacomo Bonaventura | 1:1 |

| 62' (pen.) · 90' | Saïd Benrahma Jarrod Bowen | 0:1 1:2 |

| 66' · 67' · 75' · 85' | Rolando Mandragora Alfred Duncan Nikola Milenković Sofyan Amrabat |

| 31' · 53' · 90+1' · 90+7' | Saïd Benrahma Nayef Aguerd Aaron Cresswell Jarrod Bowen |

| Principal  | Carlos del Cerro Grande |
| Asistentes | Pau Cebrián Devis       |
|            | Guadalupe Porras Ayuso  |
| Cuarto     | Jesús Gil Manzano       |

| VAR            | Juan Martínez Munuera         |
| Asistentes VAR | Alejandro Hernández Hernández |
|                | Tiago Martins                 |

|                    |     |     |
| Tiros              | 17  | 8   |
| Tiros a puerta     | 4   | 4   |
| Faltas             | 15  | 16  |
| Saques de esquina  | 3   | 4   |
| Fueras de juego    | 2   | 3   |
| Posesión del balón | 63% | 37% |

| Alineación inicial |

| 1     | POR   | Pietro Terracciano  |       |
| 2     | DEF   | Dodô                |       |
| 4     | DEF   | Nikola Milenković   |       |
| 16    | DEF   | Luca Ranieri        | 84'   |
| 3     | DEF   | Cristiano Biraghi   |       |
| 5     | MED   | Giacomo Bonaventura |       |
| 34    | MED   | Sofyan Amrabat      |       |
| 38    | MED   | Rolando Mandragora  | 90+3' |
| 22    | DEL   | Nicolás González    |       |
| 7     | DEL   | Luka Jović          | 46'   |
| 99    | DEL   | Christian Kouamé    | 62'   |
| D. T. | D. T. | Vincenzo Italiano   |       |

| 13    | POR   | Alphonse Aréola  |       |
| 5     | DEF   | Vladimír Coufal  |       |
| 4     | DEF   | Kurt Zouma       | 61'   |
| 27    | DEF   | Nayef Aguerd     |       |
| 33    | DEF   | Emerson Palmieri |       |
| 28    | MED   | Tomáš Souček     |       |
| 41    | MED   | Declan Rice      |       |
| 20    | MED   | Jarrod Bowen     |       |
| 11    | MED   | Lucas Paquetá    |       |
| 22    | MED   | Saïd Benrahma    | 76'   |
| 9     | DEL   | Michail Antonio  | 90+4' |
| D. T. | D. T. | David Moyes      |       |

| 9  | DEL | Arthur Cabral     | 46'   |
| 8  | DEL | Riccardo Saponara | 62'   |
| 98 | DEF | Igor Julio        | 84'   |
| 72 | MED | Antonín Barák     | 90+3' |

| 24 | DEF | Thilo Kehrer   | 61'   |
| 8  | MED | Pablo Fornals  | 76'   |
| 21 | DEF | Angelo Ogbonna | 90+4' |

| 67' | Giacomo Bonaventura | 1:1 |

| 62' (pen.) · 90' | Saïd Benrahma Jarrod Bowen | 0:1 1:2 |

| 66' · 67' · 75' · 85' | Rolando Mandragora Alfred Duncan Nikola Milenković Sofyan Amrabat |

| 31' · 53' · 90+1' · 90+7' | Saïd Benrahma Nayef Aguerd Aaron Cresswell Jarrod Bowen |

| Principal  | Carlos del Cerro Grande |
| Asistentes | Pau Cebrián Devis       |
|            | Guadalupe Porras Ayuso  |
| Cuarto     | Jesús Gil Manzano       |

| VAR            | Juan Martínez Munuera         |
| Asistentes VAR | Alejandro Hernández Hernández |
|                | Tiago Martins                 |

|                    |     |     |
| Tiros              | 17  | 8   |
| Tiros a puerta     | 4   | 4   |
| Faltas             | 15  | 16  |
| Saques de esquina  | 3   | 4   |
| Fueras de juego    | 2   | 3   |
| Posesión del balón | 63% | 37% |

| Alineación inicial |

|                                     |
| Bandera de Inglaterra               |
| Campeón West Ham United 1.er título |